# Sallgast
Sallgast (niedersorbisch Załgosć) ist eine Gemeinde im Landkreis Elbe-Elster im Süden Brandenburgs. Sie gehört dem Amt Kleine Elster (Niederlausitz) mit Sitz in der Gemeinde Massen-Niederlausitz an.

## Geografie

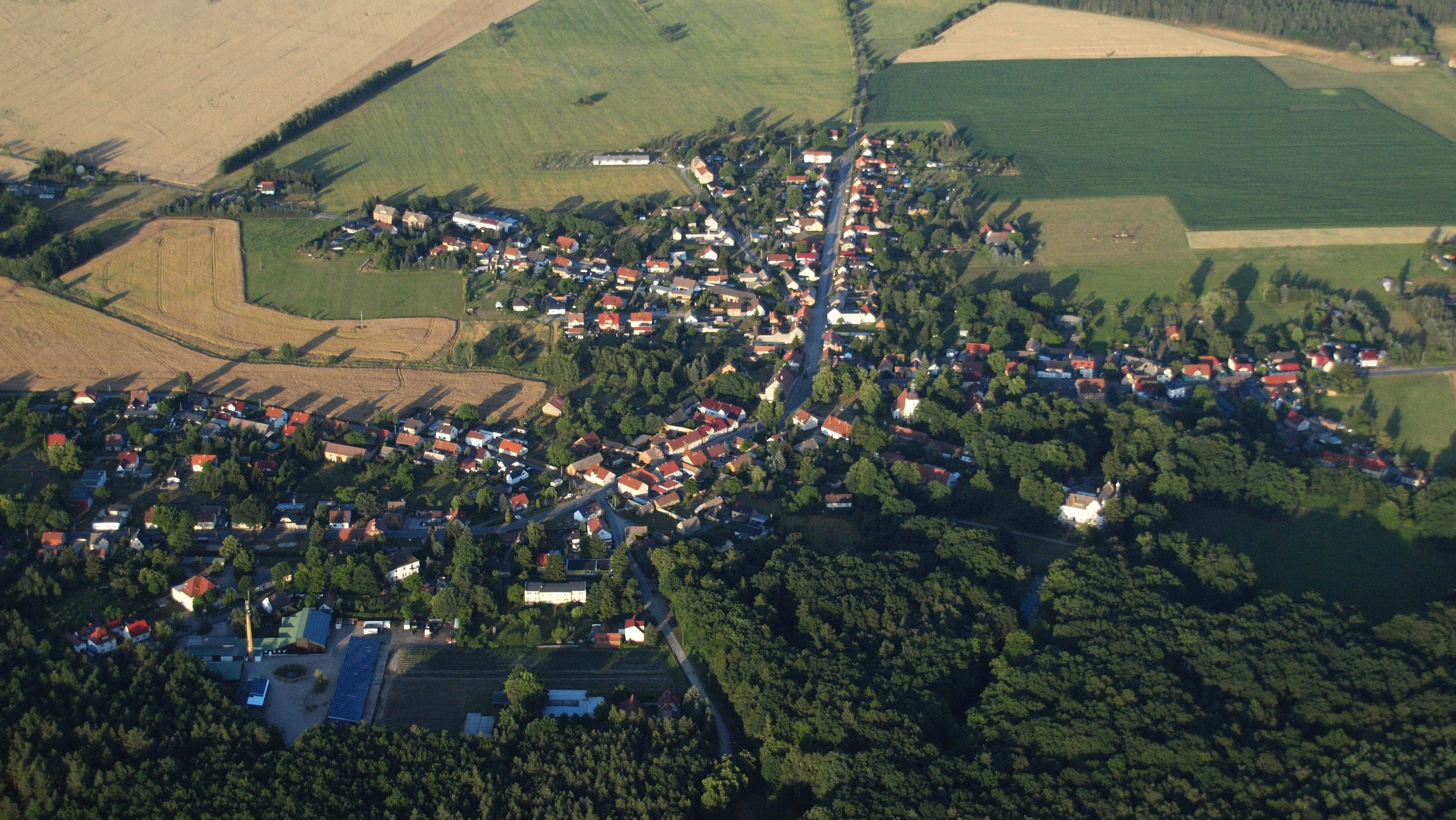
Sallgast, Luftaufnahme (2015)

Sallgast liegt im Ursprungsgebiet des Flusses Kleine Elster, das einst 42 Quellen umfasste, inmitten ehemals ausgedehnter Sümpfe.
Die höchste Erhebung im Gemeindegebiet ist der Galgenberg mit 127 m ü. NHN nahe dem Wohnplatz Weinberg.
Die größten Städte in der Umgebung sind Finsterwalde, 14 km westlich entfernt, Senftenberg 18 km südöstlich, Lauchhammer 24 km südlich und Lübbenau 48 km nördlich. Die nächste Großstadt ist Cottbus, die 52 km nordöstlich von Sallgast entfernt liegt.
Nachbargemeinden
Die Gemeinde Sallgast grenzt im Norden an Bronkow, im Osten an die Stadt Großräschen, im Südosten an Schipkau, im Süden an die Stadt Lauchhammer (alle im Landkreis Oberspreewald-Lausitz), im Westen an Lichterfeld-Schacksdorf und im Nordwesten an Massen-Niederlausitz (beide im Landkreis Elbe-Elster).

## Gemeindegliederung
Die Gemeinde Sallgast gliedert sich in folgende Ortsteile mit den zugehörigen bewohnten Gemeindeteilen und Wohnplätzen:
- Dollenchen mit dem Gemeindeteil Zürchel und dem Wohnplatz Danzigmühle
- Göllnitz mit den Wohnplätzen Teich und Weinberg
- Sallgast mit den Gemeindeteilen Henriette, Klingmühl und Siedlung Poley sowie dem Wohnplatz Luisesiedlung

## Geschichte

### Urkundliche Ersterwähnung und Namensentstehung
Friedrich Graf von Brehna führte in einer Urkunde vom 19. Juli 1208, in der er die Schenkung der Güter in Ockersdorf und Löbersdorf zugunsten des Klosters St. Peter (bei Halle/Saale) bestätigt, als Zeugen unter anderem den Ritter Wernerus de Salegast an. Hier erscheint erstmals der Name Sallgast in einem Schriftstück.
Wie viele andere Ritter seiner Zeit nannte sich auch Werner von Salegast nach dem Ort seines Wohnsitzes. Zum Ortsnamen selbst gibt es mehrere Deutungen. Möglicherweise leitet er sich vom wendischen Załgózdz / Za ługom gwózdz (niedersorbisch Załgosć) ab, was so viel wie der trockene Wald / der Hart hinter dem Lugk (Wiesenbruch/Grassumpf) bedeutet.

### Ortsgeschichte
Die Geschichte von Sallgast ist weitestgehend geprägt von der Geschichte der Wasserburg, des späteren Schlosses. Über Jahrhunderte war das Leben seiner Einwohner von der Gunst und dem wirtschaftlichen Geschick der Gutsherrschaft abhängig. Umstritten ist dabei die Rolle des Ritters Heinz (Heinrich) von Waldow (Waldau), der dem Vernehmen nach Anfang des 15. Jahrhunderts von hier aus die Nieder- und Oberlausitz als Raubritter in Angst und Schrecken versetzt haben soll. Mit der Familie von Kottwitz übernahm 1487 für 165 Jahre eine angesehene Adelsfamilie den Besitz von Burg und Gut Sallgast. In dieser Zeit erhielt die Burg ihre heutige Gestalt als Vierflügelanlage.
Im Dreißigjährigen Krieg wurde die Sallgaster Burg, das heutige Sallgaster Schloss, belagert, aber nicht erobert. Das gesamte Dorf jedoch wurde 1633 ausgeplündert und niedergebrannt. Das Jahr ging als Kroatenjahr in die Geschichte ein. Als die Burg nicht eingenommen werden konnte, rächten sich die kroatischen Söldner an der Bevölkerung und brannten deren Häuser ab. Nur die Burg und die Kirche blieben erhalten. Im Siebenjährigen Krieg gerieten die Bewohner abermals an den Bettelstab.

Straßenansicht Poley

Seit Ende des 19. Jahrhunderts trat ein Wandel in der Wirtschaftsstruktur ein. Mit dem Auffinden von Braunkohle im unmittelbaren Umfeld des Ortes begann eine über mehrere Jahrzehnte andauernde Phase der Industrialisierung. 1865 meldete der Sallgaster Lehrer Reinhard Salomo die erste Kohlegrube bei Sallgast an. Er nannte sie "Grube Gotthold". Wenige Jahre später (1873/74) gingen die Gruben "Sallgast" und "Henriette" bei Sallgast in Betrieb. Doch erst mit dem Bau von Brikettfabriken und größeren Tagebauen der Gruben "Bismarck I" bei Poley und "Bismarck II" bei Henriette (1884) begann das Ausbeuten der Braunkohle industrielle Formen anzunehmen. Um 1900 entstanden die Wohnanlagen "Kolonie Henriette" und "Kolonie Poley". Doch bereits 1931 (Bismarck I in Poley) und 1932 (Henriette) ging diese Zeit mit der Schließung der Kohlegruben und der dazugehörigen Brikettfabriken wieder zu Ende.
Im September 1989 wurde eine Eingabe an den damaligen Staatsrat der DDR verabschiedet, die viele Sallgaster unterzeichneten. Es hieß in der "Eingabe 89" unter anderem: "Wir fordern in diesem Fall die wirtschaftliche Ausbeute durch den Braunkohlenabbau ernsthaft gegen die ökologischen Schäden sowie die sozialen Auswirkungen abzuwägen." Wenn es möglich war, eine Autobahn vom Tagebau auszusparen, warum nicht auch ein Dorf und einen Park? Der Kampf um die Existenz des Dorfes begann und verband sich mit dem Kampf um Demokratie. Beim ersten Sallgaster Friedensgebet am 2. Oktober 1989 signalisierten anwesende Vertreter der Kreisbehörden Verständnis für die Bürgerforderungen. Die Presse berichtete umfangreich von der Demonstration am 27. Januar 1990. An diesem Tag stellten die Sallgaster Transparente und Schrifttafeln zwischen Dorf und Tagebaukante, um die Grenze zu markieren, die der Bagger nicht überschreiten sollte. Der 28. Juni 1990 wurde für die Gemeindegeschichte von bleibender Bedeutung: Das Braunkohlenkombinat entschloss sich, auf die Abbaggerung von Sallgast zu verzichten. Die Kirchenglocken läuteten an diesem Tage eine ganze Stunde.

### Verwaltungsgeschichte
Dollenchen, Göllnitz und Sallgast gehörten seit 1816 zum Kreis Luckau in der Provinz Brandenburg und ab 1952 zum Kreis Finsterwalde im DDR-Bezirk Cottbus. Seit 1993 liegen die Orte im brandenburgischen Landkreis Elbe-Elster.
Eingemeindungen
Im Zuge der Auflösung der preußischen Gutsbezirke wurde die Siedlung Poley im Jahr 1928 in die Gemeinde Sallgast eingegliedert. Die Eingemeindung von Klingmühl erfolgte am 1. Januar 1933. Die frühere Gemeinde Zürchel wurde am 19. Mai 1974 zunächst nach Dollenchen eingemeindet. Die Eingemeindung von Dollenchen nach Sallgast erfolgte am 31. Dezember 1997. mit dem am 19. Mai 1974 eingemeindeten Ort Zürchel Göllnitz wurde schließlich am 26. Oktober 2003 im Zuge der Gemeindereform in Brandenburg nach Sallgast eingemeindet.
Während Henriette und Siedlung Louise um 1900 bzw. 1921 „auf der grünen Wiese“ entstanden, somit das Ergebnis der Zuwanderung von Arbeitskräften waren, haben die anderen Orte eigene Ersterwähnungsdaten:
- Göllnitz und Dollenchen – 1346
- Zürchel – 1394
- Klingmühl – 1487
- Gut Poley – 1550

## Bevölkerungsentwicklung
| Jahr | Einwohner |
| ---- | --------- |
| 1875 | 0500      |
| 1890 | 0843      |
| 1910 | 2 714     |
| 1925 | 2 536     |
| 1933 | 2 635     |
| 1939 | 2 383     |

| Jahr | Einwohner |
| ---- | --------- |
| 1946 | 3 025     |
| 1950 | 2 891     |
| 1964 | 2 292     |
| 1971 | 2 052     |
| 1981 | 1 646     |
| 1985 | 1 538     |

| Jahr | Einwohner |
| ---- | --------- |
| 1990 | 1 180     |
| 1995 | 1 063     |
| 2000 | 1 462     |
| 2005 | 1 772     |
| 2010 | 1 630     |
| 2015 | 1 458     |

| Jahr | Einwohner |
| ---- | --------- |
| 2020 | 1 418     |
| 2021 | 1 412     |
| 2022 | 1 408     |
| 2023 | 1 417     |
| 2024 | 1 392     |

Gebietsstand des jeweiligen Jahres, Einwohnerzahl: Stand 31. Dezember (ab 1991), ab 2011 auf Basis des Zensus 2011, ab 2022 auf Basis des Zensus 2022

## Politik

### Gemeindevertretung
Die Gemeindevertretung von Sallgast besteht aus zehn Gemeindevertretern und dem ehrenamtlichen Bürgermeister. Die Kommunalwahl am 9. Juni 2024 führte bei einer Wahlbeteiligung von 69,8 % zu folgendem Ergebnis:
| Partei / Wählergruppe                         | Stimmenanteil | Sitze |
| --------------------------------------------- | ------------- | ----- |
| Unabhängige Wählergruppe-Vereinigung Sallgast | 38,6 %        | 4     |
| Freie Wählergemeinschaft                      | 22,8 %        | 2     |
| Wählergemeinschaft Göllnitz                   | 19,2 %        | 2     |
| CDU                                           | 10,7 %        | 1     |
| Wählergemeinschaft Klingmühl                  | 08,7 %        | 1     |

### Bürgermeister
- 1998–2003: Rudolf Saath[11]
- seit 2003: Frank Tischer (Wählergemeinschaft Göllnitz)[12]

Tischer wurde bei der Bürgermeisterwahl am 9. Juni 2024 bei einem Gegenkandidaten mit 73,5 % der gültigen Stimmen für eine weitere Amtszeit von fünf Jahren gewählt.

## Sehenswürdigkeiten und Kultur

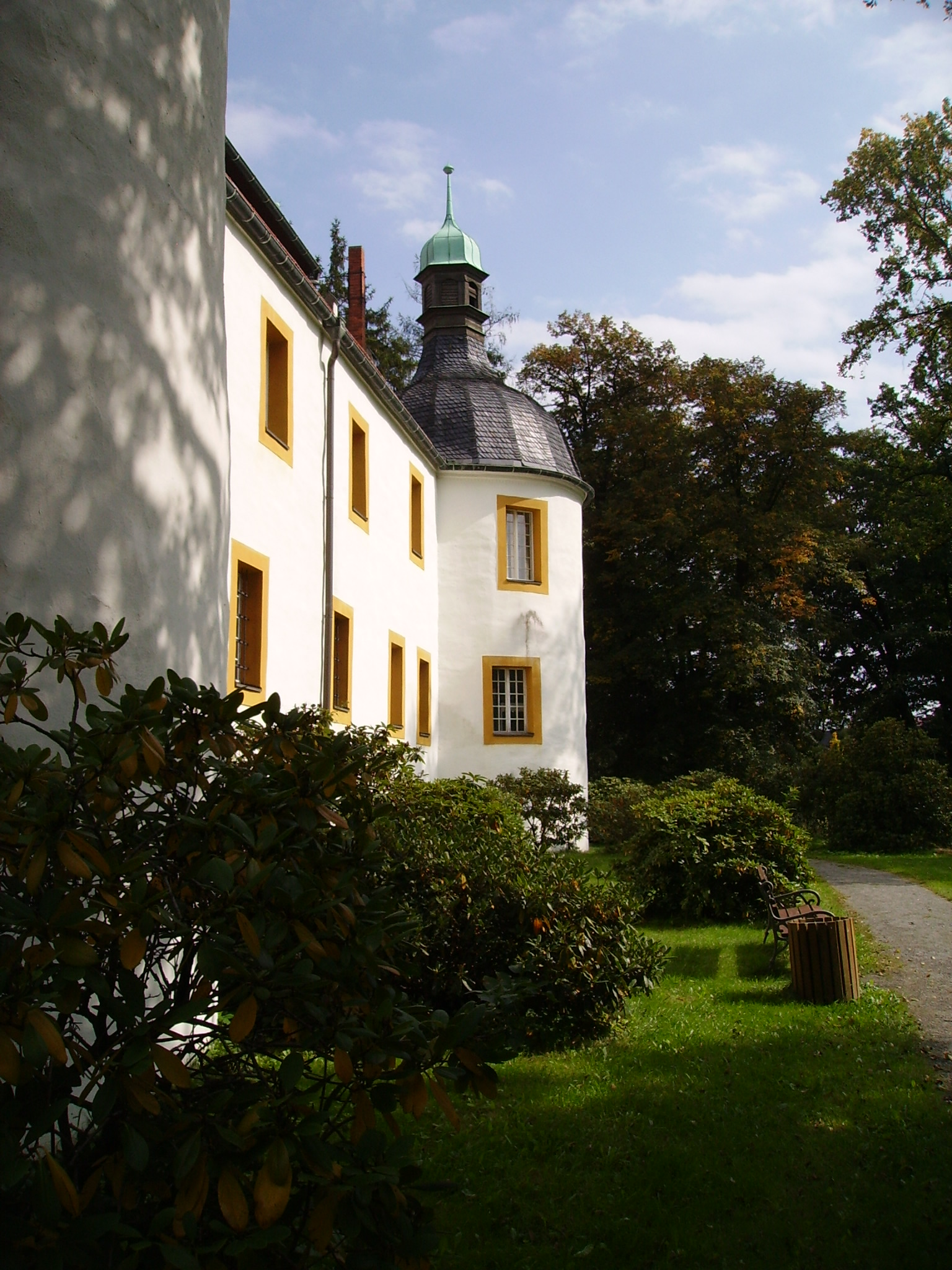
Burg Zuschak (12. Jh.) späteres Schloss Sallgast

In der Liste der Baudenkmale in Sallgast und in der Liste der Bodendenkmale in Sallgast stehen die in der Denkmalliste des Landes Brandenburg eingetragenen Kulturdenkmale.

### Bauwerke
Schloss Sallgast und Schlosspark
Nach der Familie von Rohr (1652 bis 1714) war es die Familie des preußischen Kommerzienrates von Jampert (1744 bis 1775), die weitere bauliche Veränderungen am Schloss vornehmen ließ. In den nächsten einhundert Jahren gab es zehn Besitzerwechsel. 1878 erwarb Robert von Loebenstein das Sallgaster Rittergut. Er ließ den Park in seiner jetzigen Form anlegen. Von 1911 bis 1914 ging der Besitz an den Berliner Bankier und Kommerzienrat Max Abel, der sich einen repräsentativen Sommersitz gestalten ließ. Gleiche Absichten hatte der Berliner Johannes Schwartz, der das Anwesen 1917 kaufte. Die BUBIAG, eine Braunkohlebergbaugesellschaft, richtete im Schloss ab 1939 ein Mütter- und Kindergenesungsheim ein, das 1946 mit der Verstaatlichung des Unternehmens in Volkseigentum überging.
1993 wurde das Schloss durch die Gemeinde Sallgast erworben. Seit 1966 gab es darin bis Ende 2011 eine Gaststätte. Mehrere Versuche zur Weiterführung scheiterten bisher. Es gibt ein Trauungszimmer des Standesamtes, das Heimatmuseum und mehrere Gästesuiten.
Kirchen
Die Kirche in Dollenchen wurde um 1300 erbaut und ist ein Feldsteinquaderbau. Der Westquerturm mit barocker Haube wurde im Jahr 1698 fertiggestellt. Im Inneren der Kirche befindet sich außerdem noch ein Kanzelaltar aus dem 18. Jahrhundert und ein spätgotischer Taufstein Anfang des 15. Jahrhunderts.
In Göllnitz befindet sich eine frühgotische Kirche. Sie wurde Ende des 13. Jahrhunderts erbaut und 1993 komplett saniert sowie restauriert. Hervorzuheben sind vor allem die Holzskulpturen, die seit kurzem wieder auf ihren Wandsockeln stehen: Mondsichelmadonna, Jesus am Kreuz, Heiliger Sebastian und Petrus. Daneben steht die restaurierte Schröther-Orgel mit ihrem hellen klaren Klang aus dem 19. Jahrhundert. Es finden regelmäßige Konzerte im Stil von Gospel über Jazz und klassischer Musik bis hin zu lateinamerikanischer Musik statt.
Museen
- Heimat- und Mühlenmuseum Dollenchen
- Heimatmuseum im Schloss Sallgast

Wildtiergehege Göllnitz
In Göllnitz befindet sich ein großes Damwild-Gehege. Hier können die Tiere aus nächster Nähe im Herdenverband beobachtet werden.

### Regelmäßige Veranstaltungen
Jeweils im Sommer findet das Parkfest in Sallgast (Ende Juni) statt.

## Wirtschaft und Infrastruktur

### Verkehr
Straßenverkehr
Mitten durch die Gemeinde Sallgast, an den Ortsteilen Dollenchen und Zürchel vorbei, führt die Bundesstraße B 96 zwischen Finsterwalde und Senftenberg.
Die A 13 Dresden – Berlin verläuft 6 km östlich der Gemeinde. Sie ist über die Anschlussstelle Großräschen zu erreichen.
Bahnverkehr
Der Bahnhof Sallgast lag an der Finsterwalder-Schipkauer-Eisenbahn. 1967 wurde der Personenverkehr auf dieser Strecke eingestellt.
Öffentlicher Nahverkehr
Den öffentlichen Personennahverkehr (ÖPNV) bedienen Busse der VerkehrsManagement Elbe-Elster GmbH aus Finsterwalde.

### Bildung
Sallgast verfügt über eine Grundschule von der 1. bis zur 4. Klasse sowie einen Kindergarten. Im Ortsteil Göllnitz gibt es einen Kindergarten und in Dollenchen eine private Kindertagesstätte.
Der ehemalige Kindergarten in Henriette, in dem vorher bereits eine Grundschule und nachfolgend das Dorfkino beheimatet waren, ist inzwischen zum Wohnhaus umgebaut worden.

### Sport
Der Verein SV Rot-Weiß Sallgast wurde zunächst als Tischtennisclub im Jahr 1964 gegründet. Seit 1993 gibt es unter dem Namen FC Rot-Weiß Sallgast ’64 e. V. einen Fußballverein in der Gemeinde. Ein weiterer Verein ist die im Januar 1995 gegründete Schützengesellschaft „Kleine Elster“.

## Persönlichkeiten
- August Pohlenz (1790–1843), Komponist und Kapellmeister, in Sallgast geboren
- Norbert Schulze (* 1950), Politiker, Abgeordneter des Landtages Brandenburg, in Klingmühl geboren